# Pascal Urien
 (août 2020).
Pascal Urien, né le 13 juillet 1957 à Toulon, est un enseignant-chercheur français dans le domaine de la sécurité informatique, inventeur, et créateur de startup. 

## Biographie
Il est professeur à Télécom Paris[Quand ?] (anciennement ENST), ancien élève (promotion 80) de l'école centrale de Lyon, titulaire d'une thèse de docteur ingénieur de l'Université Rennes-I, et d'une habilitation à diriger des recherches en informatique. Il a été professeur des universités associé à l'université de Paris Dauphine[Quand ?]. 
Il a obtenu des qualifications aux fonctions de maître de conférences dans plusieurs disciplines universitaires,,, et une qualification aux fonctions de professeur des universités en informatique. Il est l'auteur de 15 brevets et de plus d'une centaine de publications.

## Travaux scientifiques
Il a inventé en 1998 la première carte à puce intégrant un serveur web,, commercialisée par la société Bull CP8 sous la marque iSimplify, et décrite par un draft de l'Internet Engineering Task Force. Cette innovation a reçu un prix Sésames (Meilleure Innovation technologique) au salon Cartes'2000 à Paris et Advanced Card Award, ! (Most Innovative Product of the Year), à Londres en 2001. En 2008 l'organisme Open Mobile Alliance (OMA) a édité la première version du standard smart card web server (SCWS).
En 2003, il a proposé, un standard d'authentification pour les réseaux basé sur des cartes à puce, et réalisé la première pile ouverte SSL (OpenEapSmartCard,,) pour une java card, utilisée pour l'authentification EAP (Extensible Authentication Protocol) du Wi-Fi. La Carte EAP,,, a reçu le Sésame de la meilleure innovation technologique au salon cartes'2003, et un BreakThrough Award décerné par la revue Card Technology Magazine en 2004 à Washington DC. Le WLAN Smart Card Consortium (2004-2006), qui comportait 23 membres,, avait pour mission la standardisation de cartes EAP pour les réseaux sans fil et câblés. En 2006, une version .NET a été lauréate du concours SecureTheWeb organisé par les sociétés Microsoft et Gemalto. En 2004 l'ETSI (European Telecommunications Standards Institute) a publié un standard de cartes EAP dédiées aux modules USIM. Les piles SSL/TLS embarquées dans les éléments sécurisés ont de multiples applications,,, dans les systèmes informatiques.
Il est cofondateur de la startup EtherTrust, (2007), lauréate du 11e concours national d'aide à la création d'entreprises innovantes en juin 2009 organisé par le Ministère de l'Enseignement supérieur et de la Recherche, et finaliste des grands prix de l'innovation de la mairie de Paris, en 2009. En 2014, la jeune pousse était l'une des 40 startups françaises présentes à l'Eureka Park du Consumer Electronic Show (CES) de Las Vegas, qui marqua le démarrage de l'initiative FrenchTech.
En 2015, il a créé avec le Pr Selwyn Piramuthu de l'Université de Floride (Gainesville) la conférence MobiSecServ,,,,, dédiée aux applications mobiles et aux services mobiles sécurisés.
En 2024 il est classé dans la liste prestigieuse qui identifie les meilleurs chercheurs du monde de l'Université de Stanford.

## Brevets
Il a déposé les brevets suivants : 
- Brevet US 5228034  US Patent 5,228,034 Ring communication network station
- Brevet US 5487073  US Patent 5,487,073 Test system for a very high-speed ring network and an operating procedure for the system
- Brevet US 5561812  US Patent 5,561,812 Data transmission system for transferring data between a computer bus and a network using a plurality of command files to reduce interruptions between microprocessors
- Brevet US 6735627  US Patent 6,735,627 System and method of smart card for managing transmissions of multimedia data via an internet-type network, in particular telephone or videophone data, between subscriber systems
- Brevet US 6751671  US Patent 6,839,756 Method of communication between a user station and a network, in particular such as internet, and implementing architecture
- Brevet US 6839756  US Patent 6,839,756 On board system comprising network interface means, and method for activating applications located in said on-board system
- Brevet US 6944650  US Patent 6,944,650 System for accessing an object using a web browser co-operating with a smart card
- Brevet US 7130910  US Patent 7,130,910 Method for high rate data flow transmission on an internet-type network between a server and a smartcard terminal, in particular a multimedia data flow
- Brevet US 7194545  US Patent 7,194,545 Smart card applications implementing CGI agents and directory services
- Brevet US 7257400  US Patent 7,257,400 Method for managing transmissions of multimedia data via an internet-type network, in particular telephone or videophone data, and smart card for implementing the method
- Brevet US 8646041  US Patent 8,646,041 Method for securing information exchange, and corresponding device and computer software product